# 2528 Mohler
2528 Mohler је астероид главног астероидног појаса чија средња удаљеност од Сунца износи 3,140 астрономских јединица (АЈ).
Апсолутна магнитуда астероида је 12,6.